# Thorner
Thorner – wieś i civil parish w Anglii, w West Yorkshire, w dystrykcie metropolitalnym Leeds. W 2011 civil parish liczyła 1646 mieszkańców. Thorner jest wspomniana w Domesday Book (1086) jako Torneure/Tornoure.